# Rossington Collins Band
Rossington Collins Band est un groupe de rock sudiste composé par les musiciens rescapés de l'accident d'avion qui coûta la vie à plusieurs membres de Lynyrd Skynyrd en 1977.

## Histoire
En 1979, plus d'un an après l'accident d'avion du 20 octobre 1977, Gary Rossington et Allen Collins, guitaristes survivants du groupe sudiste Lynyrd Skynyrd, ayant recouvré la santé après de terribles blessures, décidèrent de reformer un groupe.
Voulant se démarquer de Lynyrd Skynyrd, ils choisirent une choriste de .38 Special, Dale Krantz (en), pour tenir le chant principal dans le groupe.Billy Powell et Leon Wilkeson, qui avaient joué sur l'album du groupe Alias, faisaient eux aussi partie de l'aventure. Pour compléter le groupe, Rossington et Collins firent appel à Barry Lee Harwood, guitariste qui avait déjà côtoyé Lynyrd Skynyrd (participation à l'enregistrement de l'album Nuthin' Fancy) et au batteur Derek Hess qui prit la place d'Artimus Pyle qu'un accident de moto avait finalement éloigné du projet.
En 1980, le groupe enregistra son premier album, Anytime, Anyplace, Anywhere, qui rencontra un beau succès (disque d'or aux États-Unis), et partit sur la route pour le promouvoir. 1980 fut aussi, malheureusement, l'année du décès de la femme d'Allen Collins, Kathy.
En 1981, après un deuxième album, This Is The Way, Allen Collins, très affecté par la mort de sa compagne, quittait souvent les concerts ou n'y participait pas, ce qui précipita la fin du groupe en 1982.
Gary Rossington épousa Dale Krantz en 1982, et fonda le The Rossington Band. Allen Collins, avec le reste du Rossington Collins Band, créera le Allen Collins Band.
Tout ce beau monde se retrouvera en 1987 lors de la reformation de Lynyrd Skynyrd.

## Membres du groupe
- Gary Rossington : guitares, solo, rythmique et slide.
- Allen Collins : guitares, solo et rythmique
- Dale Krantz : chant.
- Billy Powell : claviers.
- Leon Wilkeson : basse.
- Barry Lee Harwood :guitares, solos, slide et rythmique, chœurs.
- Derek Hess : batterie, percussion.

## Discographie
- Anytime, Anyplace, Anywhere (1980)
- This Is The Way (1981)